# Eastern Canada Amateur Hockey Association
Eastern Canada Amateur Hockey Association, ECAHA, var en kanadensisk ishockeyliga verksam åren 1906–1909, först på amatörnivå och under den sista säsongen professionellt under namnet Eastern Canada Hockey Association, ECHA. Sammanlagt spelade sex klubbar i ligan under fyra säsonger.

## Historia

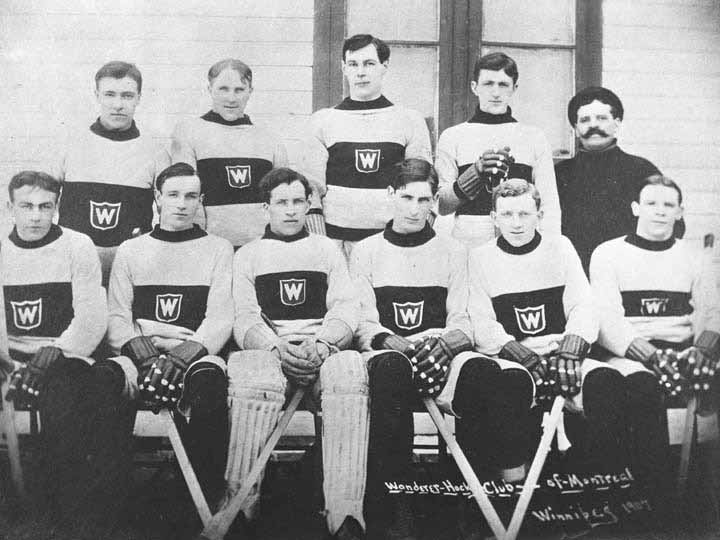
1907 års Montreal Wanderers.

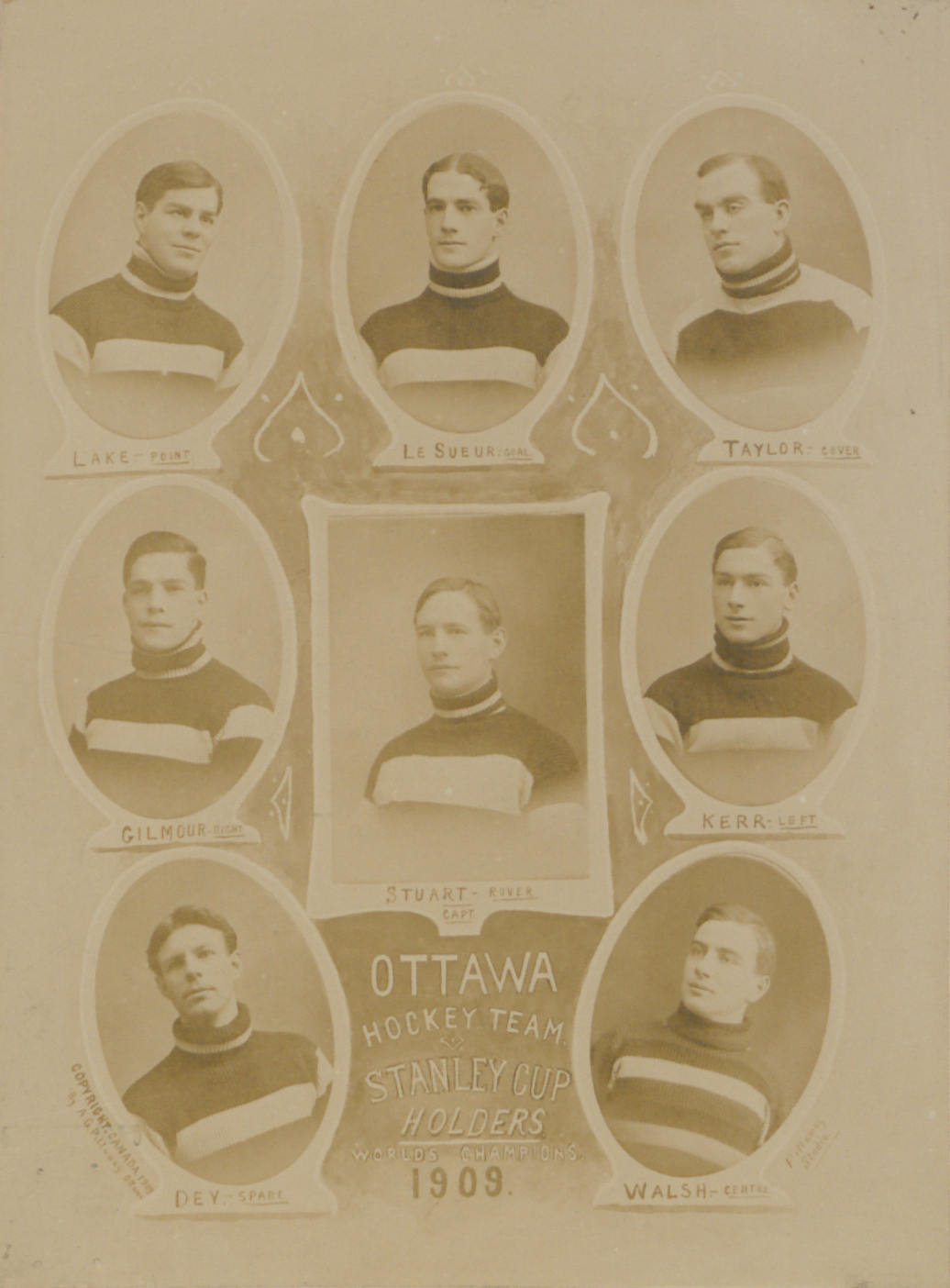
Ottawa Hockey Clubs mästarlag säsongen 1909. Översta raden, från vänster: Fred Lake, Percy LeSueur, Fred Taylor. Mellanraden: Billy Gilmour, Bruce Stuart, Albert Kerr. Nedersta raden: Edgar Dey, Marty Walsh.

Eastern Canada Amateur Hockey Association var en fortsättning på den nedlagda ligan Canadian Amateur Hockey League varifrån Montreal Hockey Club, Montreal Victorias, Montreal Shamrocks och Quebec Bulldogs anslöt till den inledande säsongen 1906. Samma säsong anslöt även Montreal Wanderers och Ottawa Hockey Club från Federal Amateur Hockey League.
Första säsongen, 1906, slutade Ottawa HC och Montreal Wanderers på delad första plats i ligan med varsina nio vinster. Därefter vann Montreal Wanderers mot Ottawa HC i ligaslutspelets dubbelmöte med målskillnaden 12-10 sedan laget vunnit den första matchen med 9-1 och förlorat returmötet med 3-9, och lade i och med det beslag på Stanley Cup.
I januari 1907 förlorade Montreal Wanderers greppet om Stanley Cup sedan de förlorat mot utmanarlaget Kenora Thistles med siffrorna 2-4 och 6-8. Wanderers vann därefter ECAHA säsongen 1907 med 10 vinster på 10 spelade matcher och direkt efter det att säsongen var färdigspelad i mars månad utmanade laget Kenora Thistles om Stanley Cup, ett möte som Wanderers gick segrande ur med målskillnaden 12-8 efter matchsiffrorna 7-2 och 5-6.
Montreal Wanderers vann ECAHA för tredje året i rad säsongen 1907–08 och försvarade därefter Stanley Cup genom att besegra Winnipeg Maple Leafs från Manitoba Hockey Association med 11-5 och 9-3 samt Toronto Professionals från OPHL med 6-4.
Säsongen 1909 trädde Montreal Victorias och Montreal HC, som avsåg att fortsätta spela under amatörstatus, ur ligan som därmed döptes om till Eastern Canada Hockey Association, ECHA. Ottawa HC vann ligan sedan de vunnit 10 av 12 matcher och tog över Stanley Cup-titeln från ligakonkurrenten Montreal Wanderers. En utmaning om pokalen från Winnipeg Shamrocks accepterades av Stanley Cup-förvaltarna men i och med att det var så pass sent på säsongen kunde det inte arrangeras något möte lagen emellan.

### CHA och NHA
Efter säsongen 1909 upplöstes ECHA och Ottawa HC, Montreal Shamrocks och Quebec HC startade upp den kortlivade ligan Canadian Hockey Association, CHA, tillsammans med All-Montreal HC och Montreal Le National. Det fjärde laget Montreal Wanderers gick i sin tur ihop med Renfrew Creamery Kings, Cobalt Silver Kings, Haileybury Comets och Montreal Canadiens och startade upp National Hockey Association. Lagen i CHA spelade endast tre respektive fyra matcher var innan ligan upplöstes och Ottawa HC och Montreal Shamrocks togs upp av NHA som startade om sitt ligaspel för säsongen 1910.

### Spelare
Bland de spelare som representerade klubbar i ECAHA fanns berömdheter som Art Ross, Frederick "Cyclone" Taylor, Percy LeSueur, Hod Stuart, Bruce Stuart, Didier Pitre, "One-Eyed" Frank McGee, Tom Hooper, Ernie Russell, Russell Bowie, Joe Hall, Ernie "Moose" Johnson‚ Joe Malone, Tommy Smith, Tommy Phillips, Marty Walsh samt bröderna Lester och Frank Patrick, vilka alla är invalda i Hockey Hall of Fame.

## Lagen
- Montreal Wanderers – 1906–1909
- Montreal Shamrocks – 1906–1909
- Ottawa Hockey Club – 1906–1909
- Quebec Hockey Club – 1906–1909
- Montreal Hockey Club – 1906–1908
- Montreal Victorias – 1906–1908

## Säsonger
| Säsonger | Lag | Mästare            |
| -------- | --- | ------------------ |
| 1906     | Montreal Hockey Club, Montreal Shamrocks, Montreal Victorias, Montreal Wanderers†A, Ottawa Hockey Club†A, Quebec Hockey Club | Montreal Wanderers |
| 1907     | Montreal HC, Montreal Shamrocks, Montreal Victorias, Montreal Wanderers†, Ottawa HC, Quebec HC                               | Montreal Wanderers |
| 1907–08  | Montreal HC, Montreal Shamrocks, Montreal Victorias, Montreal Wanderers†, Ottawa HC, Quebec HC                               | Montreal Wanderers |
| 1909     | Montreal Shamrocks, Montreal Wanderers, Ottawa HC†, Quebec HC                                                                | Ottawa HC          |

† Stanley Cup-mästare.
A Ottawa HC och Montreal Wanderers är båda ansedda som Stanley Cup-mästare 1906.

### Flest antal gjorda mål, säsong för säsong
| Säsong  | Spelare       | Lag                | Mål |
| ------- | ------------- | ------------------ | --- |
| 1906    | Harry Smith   | Ottawa HC          | 31  |
| 1907    | Ernie Russell | Montreal Wanderers | 42  |
| 1907–08 | Russell Bowie | Montreal Victorias | 31  |
| 1909    | Marty Walsh   | Ottawa HC          | 38  |